# 3821 Sonet
3821 Sonet è un asteroide della fascia principale. Scoperto nel 1985, presenta un'orbita caratterizzata da un semiasse maggiore pari a 3,2575328 UA e da un'eccentricità di 0,1803151, inclinata di 0,55331° rispetto all'eclittica.